# Park Center Treptow
Das Park Center Treptow ist ein Einkaufszentrum im Berliner Ortsteil Alt-Treptow des Bezirks Treptow-Köpenick.

## Geschichte
Auf dem Gelände des ehemaligen Busbahnhofs an der Kreuzung Am Treptower Park/Elsenstraße entstand ab Frühjahr 1997 das heutige Center. Bauherren und Investoren waren die MM Management Gesellschaft und die Kriegbaum-Gruppe. Bis Ende Januar 1998 waren bereits 18.000 m³ Beton verarbeitet wurde. Durch den im September 1998 vollzogenen Verkauf von Kriegbaum an die Metro AG wurde diese neuen Eigentümerin des noch im Bau befindlichen Komplexes. Die Eröffnung des Einkaufszentrums konnte am 27. Juli 1999 gefeiert werden. Zur Eröffnung verfügte das Center um rund 20.000 m² Verkaufsfläche, wobei das SB-Warenhaus Real (als Multi Center geplant) als Ankermieter und damalige Metro-Tochter mit 6.500 m² die größte Fläche belegte. Auch der damals noch zur Metro gehörende Elektrofachhandel Saturn war mit einer Filiale auf 2.000 m² im Center vertreten. Um die 400 Menschen wurden zu diesem Zeitpunkt im Center, dessen Baukosten sich auf 150 Millionen Mark beliefen, beschäftigt. Wegen Überfüllung musste der Real-Markt am Eröffnungstag zeitweise geschlossen werden. Die Fast-Food-Kette McDonald’s eröffnete am 9. Oktober 1999 im Einkaufszentrum ihre bundesweit 1.000 Filiale. Im Herbst 2001 eröffnete die Halloren Schokoladenfabrik ihr erst eigenes Geschäft im Park Center.
Im Juli 2021 wurde ein Joint-Venture zwischen dem Investmentmanager Angelo Gordon und dem Unternehmen Kintyre neuer Eigentümer des Park Centers. Dieser kündigte eine neue Positionierung des Standortes an. So sollen Teile des Gebäudekomplexes, darunter das Parkhaus und Büroflächen abgerissen werden. Die Einzelhandelsfläche soll auf 8.500 m² verringert werden. Die freiwerdende Fläche soll für neue Büroflächen und Wohnungen genutzt werden. Auch ein Lebensmittelhändler soll weiter Teil des Konzepts sein. Kintyre selbst dementierte die Abrisspläne von Beginn an und kündigte im Mai 2024 EDEKA als neuen Lebensmittelhändler sowie die Modernisierung im Bestand an.
Heute (Stand: Dezember 2023) ist das Center von großem Leerstand betroffen. So zog ein Großteil der Mieter in den vorausgegangenen Jahren aus. Den letzten Großflächenmieter verlor der Standort, als im Zuge der Zerschlagung der Real-Markt am 16. Juni 2022 schloss. Seit April 2023 beherbergt das Center ein ukrainisches Bürgeramt, das sich um die Ausstellung von ukrainischen Reisepässen kümmert. Das Amt wurde im Juni 2023 um ein Beratungszentrum für Geflüchtete erweitert.

## Anbindung
Unweit des Centers befindet sich der S-Bahnhof Treptower Park, der von den S-Bahnlinien der Berliner Ringbahn (S41 und S42) sowie den Linien S8, S85 und S9 bedient wird. Im Umfeld des Centers befinden sich Haltestellen mehrerer Buslinien der BVG.
Das rückseitig befindliche Parkhaus sollte zur Eröffnung 990 Parkplätze umfassen.

## Auszeichnungen
Die Werbegemeinschaft des Centers und das Jugendamt Treptow-Köpenick wurden 2001 mit dem Gothaer Förderpreis für kulturelle Bildung ausgezeichnet. Anlass war die gemeinsame Gestaltung des Centers, bei der Jugendliche eines Jugendzentrums 49 Berlin-Motive an die Fassade des Centers sprayten.

## Sonstiges
Im Parkhaus des Centers kam es am 22. Januar 2014 zu einem Unfall. Ein 77-Jähriger verwechselte offenbar das Gas- mit dem Bremspedal und fuhr gegen eine Brandschutztür. Zwei dahinter befindliche Bauarbeiter wurden verletzt. Die verletzten Bauarbeiter sowie eine Mitarbeiterin des Real-Marktes, die einen Schock erlitt und die Beifahrerin des Unfallfahrers kamen ins Krankenhaus.